# De zaak Styles
De zaak Styles (oorspronkelijke titel: The Mysterious Affair at Styles), ook gekend onder de titel De onschuldige moordenaar, is de eerste misdaad- en detectiveroman van Agatha Christie. Het originele boek The Mysterious Affair at Styles werd in 1916 geschreven, maar pas in 1920 uitgebracht door John Lane in de Verenigde Staten. In het Verenigd Koninkrijk kwam het boek uit in 1921 via The Bodley Head. Een eerste Nederlandstalige versie werd uitgebracht in 1932 door Boek en Wereld onder de titel De onschuldige moordenaar. In 1966 kwam een tweede vertaling onder de titel De zaak Styles; deze uitgave wordt verdeeld door Luitingh-Sijthoff.
Dit boek is meteen ook het eerste met de personages Hercule Poirot, Inspecteur Japp en Arthur Hastings.

## Verhaal
Het verhaal start in het Engelse Essex tijdens Wereldoorlog I. Emily Cavendish erfde na de dood van haar man een herenhuis met de naam "Styles Court" en het grootste deel van zijn financieel vermogen. Haar voormalige man had nog twee zonen uit een ander huwelijk: John en Lawrence. John Cavendish is getrouwd met Mary. Lawrence is getrouwd met Cynthia. Cynthia is verpleegster in het nabijgelegen ziekenhuis waar ze slachtoffers van de oorlog verzorgt. Zij leven allen in het herenhuis. Verder verblijven er regelmatig gasten in het huis.
John is de oudste stiefzoon en krijgt daardoor al het landgoed en het overgrote deel van het financieel vermogen wanneer Emily zou komen te sterven. Lawrence zou dan 'een aanzienlijke som geld' ontvangen. Het geld dat Emily erfde van haar overleden man wordt verdeeld zoals staat beschreven in haar testament, maar dat testament herziet ze minstens een keer per jaar. Emily is recent hertrouwd met de jongere Alfred Inglethorp die ook komt inwonen. Wanneer Emily na deze trouw haar testament niet zou aanpassen, komt al haar financieel vermogen toe aan Alfred wanneer ze komt te sterven.
Op een dag wordt het lichaam van Emily gevonden en het is al snel duidelijk dat ze door strychnine werd vergiftigd. Hastings, een van de gasten, contacteert zijn vriend Hercule Poirot die in een nabijgelegen dorp verblijft. Poirot gaat op onderzoek. Op de dag dat Emily werd vermoord, had ze een hoogoplopende discussie met ofwel Alfred ofwel John. Daarna herschreef ze haar testament dat sindsdien spoorloos is. Emily nam haar avondeten en ging met een aktetas naar haar kamer. Iemand forceerde de aktetas en nam een document weg. Op die dag verliet Alfred het huis in de vroege avond en was niet aanwezig toen Emily werd vergiftigd.
Alfred is Poirot's eerste verdachte. Hij erft het grootste deel van Emily's geld en omdat hij zoveel jonger is, had hij daardoor al de reputatie van een fortuinzoeker. Volgens Evelyn Howard, die ook te gast is op Styles en Alfred haat, kocht Alfred niet veel eerder de strychnine in de stad. Hoewel Alfred ontkent iets met de moord te maken te hebben, weigert hij om een alibi te geven. Inspecteur Japp wil hem arresteren, maar Poirot kan bewijzen dat Alfred het vergif niet heeft gekocht. Daarop richt het onderzoek zich tot John omdat hij de eerstvolgende grote erfgenaam is en er sporen zijn dat hij wel aan de strychnine kon geraken.
Poirot ontdekt dat Alfred toch de dader is en dat hij werd geholpen door Evelyn Howard. Evelyn, een vriendin van Emily, leek hem te haten, maar ze blijken minnaars te zijn. Zij voegden dagelijks een bromide toe in Emily's medicijn wat op zich al strychnine bevatte. Een chemisch proces zorgde ervoor dat al de strychnine in het medicijn naar de bodem van de fles zakte. Toen Emily het laatste uit die fles nam, nam ze dus pure strychnine in wat tot haar dood leidde. Hun verdere plan was om Alfred te laten betichten op basis van valse bewijzen dewelke ze allemaal tijdens het proces konden weerleggen. Zo zou hij uiteindelijk worden vrijgesproken. Hij kon dan evenmin later opnieuw worden vervolgd, mocht iemand toch de waarheid achterhalen, omdat men voor een feit geen tweede keer kan worden veroordeeld.
Nadat Poirot dit laatste achterhaalt, geeft hij aan inspecteur Japp het advies om Alfred niet te arresteren zolang het correcte bewijsmateriaal niet is gevonden.

## Verfilming
In 1990 werd het boek verfilmd voor de reeks Agatha Christie's Poirot met David Suchet in de rol van Hercule Poirot. De film volgt de verhaallijn van het boek, alleen een aantal nevenpersonages werd geschrapt.